# Панов, Дмитрий Юрьевич
Панов Дмитрий Юрьевич (5 сентября 1904, Москва — 26 января 1975) — советский учёный в области математики и педагог высшей школы.

## Биография
Родился в семье военного, отец, Юрий Михайлович Панов, был кадровым офицером русской армии, воевал в Первую мировую войну (1914—1918). После демобилизации в 1918 году жил с семьёй в Пензе.
Дмитрий рано, в 14 летнем возрасте, начал работать (конторщик, счетовод, статистик, чертёжник), а в 1920 году лишился обоих родителей и обеспечивал себя сам. В 1922 году, продолжая работать, он поступил в Московский университет. В 1927 году окончил физико-математический факультет МГУ по математическому отделению. В 1930 году окончил аспирантуру при МГУ и поступил на работу в МВТУ им. Баумана, ассистент кафедры математики, впоследствии — заведовал кафедрой высшей математики, был деканом факультета точной механики и оптики. С 1931 по 1949 год по совместительству работал в ЦАГИ (инженер, ст.инженер, нач. группы, нач. отдела, нач. филиала № 2 в Новосибирске), НИИ-1, ЦИАМ, ВВИА имени Н.Е. Жуковского. Постоянный участник семинара общетеоретической группы ЦАГИ под руководством С. А. Чаплыгина.
Доктор технических наук (1937). Профессор (1937).
Один из авторов известной статьи в газете «Правда» в декабре 1938 года, подписанной им, М. А. Лаврентьевым, Н. И. Мусхелишвили, С. Л. Соболевым, С. А. Христиановичем, о необходимости создания в СССР вуза технического профиля нового типа.
Преподавал в МГУ, декан физико-технического факультета (1947—1951). Читал курс «Интегральные уравнения».
После организации МФТИ преподавал в нём, заведовал кафедрой. С 1961 по 1962 годы был деканом ФОПФ МФТИ.
Заместитель директора Института точной механики и вычислительной техники АН СССР (1950—1952). Директор Института научной информации АН СССР (1952—1956), к сожалению, в с размахом задуманном институте не удалось реализовать многое из-за изменившейся ситуации в стране и за рубежом. Заведующий Лабораторией специализированных вычислительных машин Института точной механики и вычислительной техники АН СССР (1956—1958).
Член немногочисленной делегации советских математиков (кроме него — П. С. Александров, А. Н. Колмогоров, С. М. Никольский) на Международном математическом конгрессе в Амстердаме (1954).

## Область научных интересов
Прикладная математика, прикладная физика, вычислительная техника с приложениями в области теории упругости, сопротивления материалов,
теплового режима зданий и др. Выполнил цикл исследований по расчёту воздушного винта на прочность. Спроектировал и построил (в соавторстве) гильоширную машину для автоматического нанесения защитных розеток на формы для печатания денежных знаков. В 1955—1956 годах в Институте точной механики и вычислительной техники возглавлял исследовательскую группу по постановке первого отечественного эксперимента по машинному переводу на основе электронно-вычислительной машины БЭСМ-1.

## Награды
- орден Трудового Красного Знамени (27.03.1954)[источник не указан 2756 дней]
- орден Красной Звезды (1945)
- медали

## Оценки современников
профессор Д. Ю. Панов был аккуратен, точен, старомодно вежлив и элегантен. Он читал курс «Детали машин», виртуозно вычерчивая эти самые детали на аудиторной доске с помощью набора цветных мелков. Популярными эти лекции не были, над его очень полезной для инженеров 30-х и 40-х годов книгой о логарифмической линейке принято было слегка, хотя и беззлобно, посмеиваться. Тем не менее, профессор Панов был весьма уважаем на факультете— Н. В. Карлов Они создавали ФИЗТЕХ